# IATE
IATE (на английски: Interactive Terminology for Europe, букв. „интерактивна терминология за Европа“) е междуинституционалната терминологична база данни на Европейския съюз. Проектът стартира през 1999 г. с цел създаване на уеббазиран интерфейс за всички терминологични ресурси на ЕС, така че да направи информацията по-лесно достъпна и да гарантира нейната стандартизация в институциите на ЕС. Той се използва в институциите и агенциите на ЕС от лятото на 2004 г. Публичен потребителски интерфейс е пуснат за тестване в началото на 2007 г. и официално е открит на 28 юни 2007 г. Нова версия е пусната на 7 ноември 2018 г. след пълно преустройство на системата с най-съвременни технологии, най-новите стандарти за разработка на софтуер, най-добри практики за ползваемост и достъпност и нов облик и усещане.
IATE включва всички съществуващи терминологични бази данни от услугите за превод на ЕС в една междуинституционална база данни, съдържаща приблизително 1,4 милиона многоезични записи. Следните ползвани по-рано бази данни са импортирани в IATE:
- Eurodicautom (Европейска комисия);
- TIS (Съвет на Европейския съюз);
- Euterpe (Европейски парламент);
- Euroterms (Център за преводи към органите на Европейския съюз);
- CDCTERM (Европейска сметна палата).

IATE е предназначен да съдържа един запис за концепция, но всъщност съдържа множество записи за много концепции. Тъй като тези записи са консолидирани, броят на записите намалява от приблизително 1,4 милиона до по-малко от 1 милион, въпреки добавянето на много нови записи за нови и незаписани досега концепции.
Партньори по проекта са Европейската комисия, Европейският парламент, Съветът на Европейския съюз, Европейският съд, Европейската сметна палата, Европейският икономически и социален комитет, Европейският комитет на регионите, Европейската централна банка, Европейската инвестиционна банка и Центърът за преводи към органите на Европейския съюз.
Уебсайтът на IATE се администрира от Центъра за преводи на ЕС в Люксембург от името на партньорите по проекта. Предметните „домейни“ са базирани на Eurovoc.
Цялата база данни с речник на IATE може да бъде изтеглена безплатно в компресиран формат, след което многоезични речници могат да бъдат генерирани с помощта на безплатен инструмент.